# SABLE HILLS
SABLE HILLS（セイブル・ヒルズ）は、日本のメタルコア・バンド。2015年、実の兄弟であるTakuya(Vo)とRict(Gt)を中心に結成。

## 概要

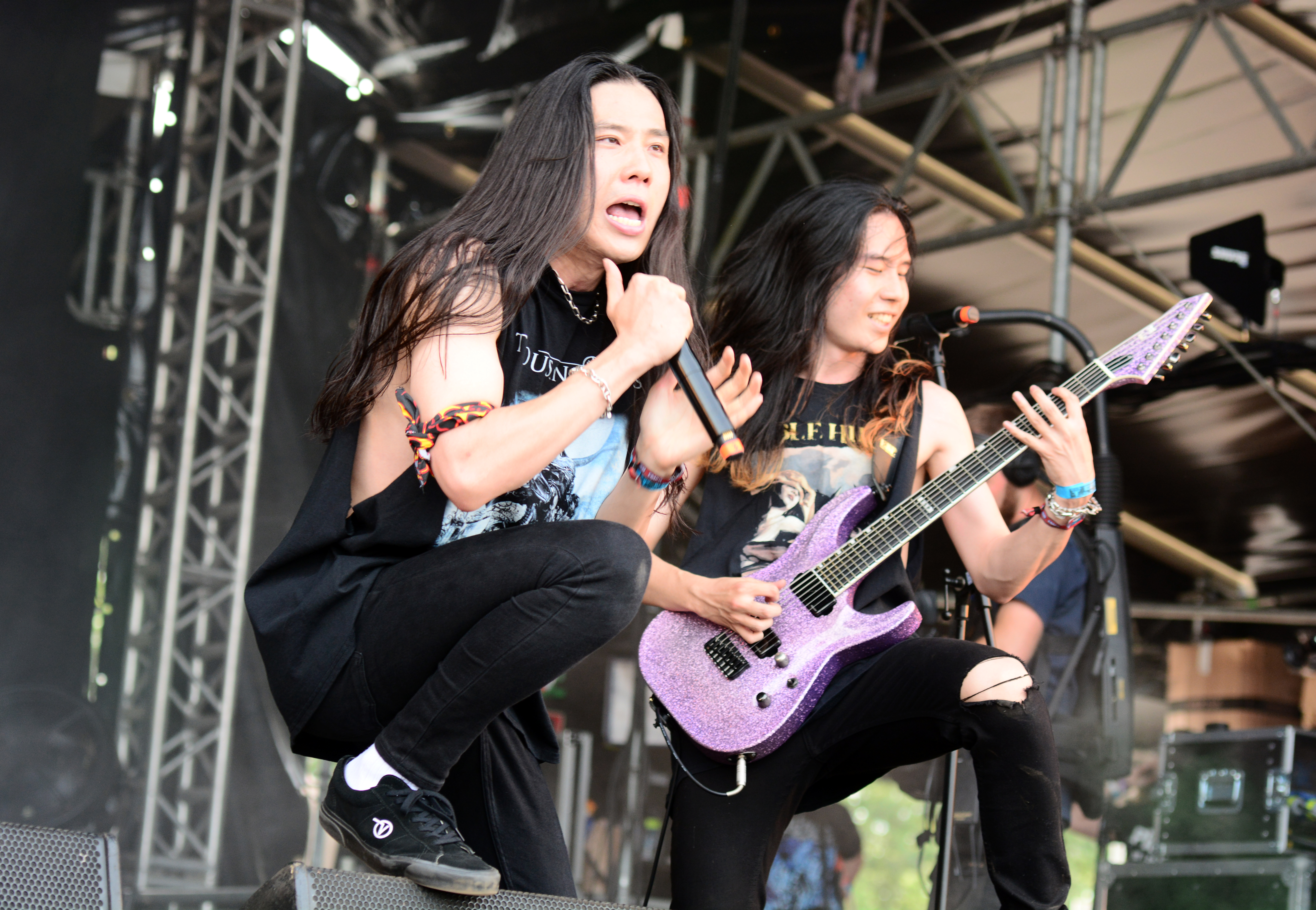
創設者のTakuya(左) Rict(右) 兄弟（2022年）

2015年9月、実の兄弟であるTakuya(Vo)とRict(Gt)によって結成されたバンドで、現在までに2枚のフルアルバム、3枚のEP、4枚のシングルをリリースしている。「若者にはメタルを、年長者にはメタルコアを証明するサウンド」が特徴で、しばし「メタルの未来」と称される。
数々の海外バンドの来日公演サポートを務め、2017年には川崎Club Citta'でのBLOODAXE FESTIVAL、新木場Studio CoastでのCrystal Lake主催TRUE NORTH FESTIVALへ出演した。 2021年4月にはドイツ最大のメタルフェスティバルWacken Open Airの出場権をかけたオーディションに勝利し見事出場。2022年8月にはWacken Open Air本選トーナメントにて28か国中1位を獲得し世界1位に。
2023年3月には川崎Club Cittaにて初の主催フェス"FRONTLINE FESTIVAL"を開催し成功に収める。2023年6月には代官山UNITにて、DUALITY完全再現＋新曲披露がされるワンマンライブを実施。正規メンバーとしてWataru（Gt / Vo）の加入を発表。8月には新体制初となる東名阪ヘッドラインツアー「Chaos J.P. 2023」を開催。同年9月にはUSAより11年振りの来日となるDarkest Hour、そして日本のTHOUSAND EYESと共に行うコンセプチュアルな2公演となるUndoing Ruin Vs. Deliver Us Japan 2023に参加が決定している。同年12月にはポートメッセなごやにて、MERRY ROCK PARADE 2023に参加。また、同月にはAnkh Japan Winter Tour 2023として、Crystal Lake、Paleduskとともに、大阪、名古屋、静岡、東京を1か月でめぐるツアーを敢行する。12月Bullet For My Valentine Japan Tour 2023にサポートアクトとして出演(東京のみ)。

## メンバー
2024年1月時点

### 現ラインナップ
- Takuya（Vo）
- Rict（Gt & Vo）
- Keita（Dr）2019年正式加入
- UEDA（Ba）　サポートメンバーも務めたのち2022年正式加入
- Wataru（Gt & Vo）2023年正式加入

### 旧メンバー
- Go（Gt）
- Kodai（Ba／現Falling Asleep）
- KAI（Dr／abstracts）

#### サポートメンバー
- Miki（Ba／ex-abstracts）
- Yuto（Gt／ex-MergingMoon）
- Daiki（Gt／ex-HER NAME IN BLOOD、現Crossfaith）